# Lepidozona retiporosa
Lepidozona retiporosa är en blötdjursart som först beskrevs av Carpenter 1864.  Lepidozona retiporosa ingår i släktet Lepidozona och familjen Ischnochitonidae. Inga underarter finns listade i Catalogue of Life.